# Oscar Klausen

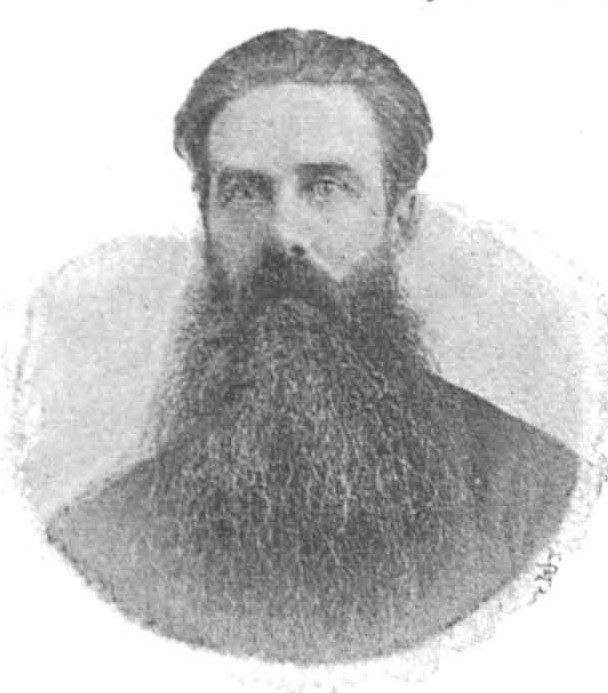
Oscar Klausen

Oscar Andrejewitsch Klausen (russisch Оскар Андреевич Клаузен; * 1848; † 1891 in London) war ein russischer Architekt deutscher Herkunft.

## Leben
Klausen studierte an der St. Petersburger Bauschule mit Abschluss 1873 im Rang eines Gouvernementssekretärs (12. Rangklasse).
Nach dem Studium gehörte Klausen zum Personal des Komitees für Technik und Bauwesen des Innenministeriums und leitete den Bau eines Teilstücks der Kiew-Brester Eisenbahn. Darauf arbeitete er als privater Architekt in St. Petersburg. Klausen war dann Stadtarchitekt in Jekaterinoslaw, wieder Architekt in St. Petersburg und Architekt der Gouvernementsverwaltung in Petrosawodsk.
In den 1880er Jahren ließ er sich aus familiären Gründen in Simferopol nieder und projektierte private und öffentliche Gebäude. Als er sein Gehör verlor, gab er seine architektonischen Tätigkeiten auf. Ab 1887 reiste er immer wieder zu Heilbehandlungen ins Ausland. Im Übrigen beschäftigte er sich mit der Entwicklung von Heizgeräten. Er erfand einen rauchlosen Ofen, für den er auf Ausstellungen Medaillen erhielt, insbesondere eine Goldmedaille auf der Weltausstellung Paris 1889. Ebenfalls eine 'Goldmedaille erhielt er in Berlin auf der Ausstellung der Preußischen Akademie der Wissenschaften, deren Ehrenmitglied er wurde.

## Werke (Auswahl)

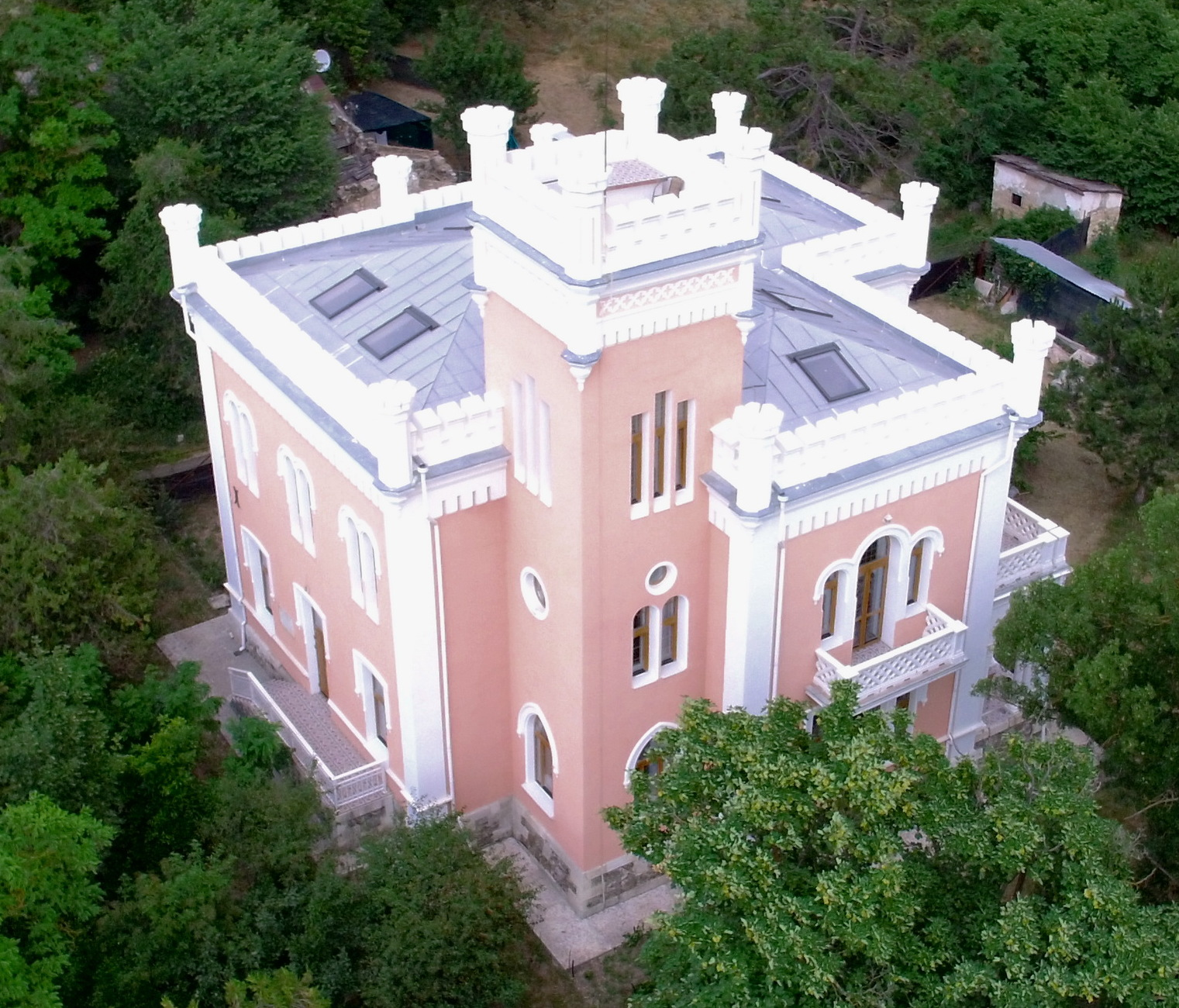
Kessler-Fersman-Burg Alexander Kesslers
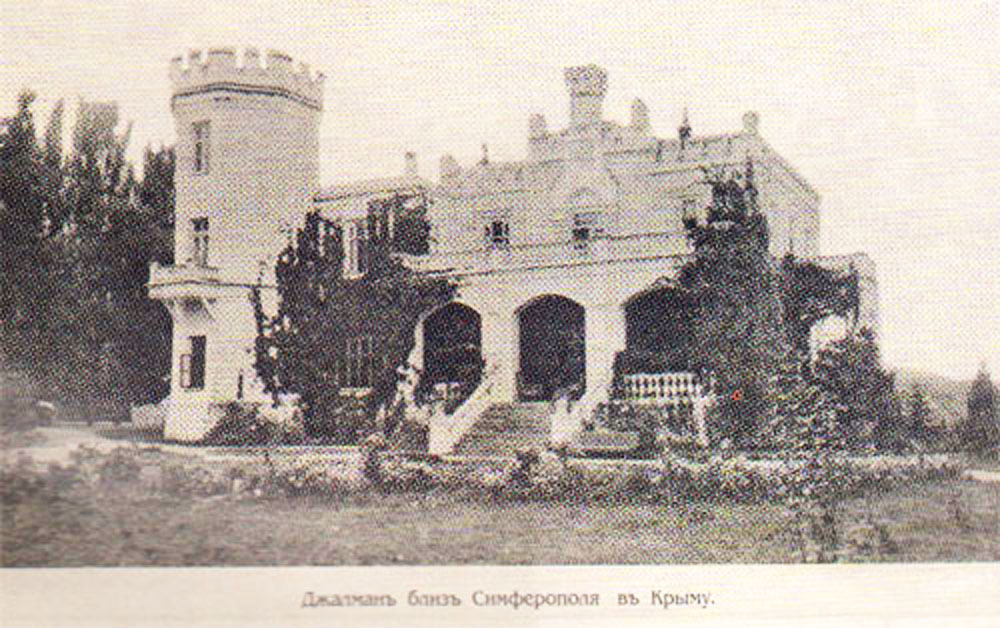
Haus der Familie Kessler im Dorf Pionirskoje bei Simferopol, bekannt als Mongenet-Burg nach dem späteren Besitzer Adolphe Mongenet de Saint-Moran
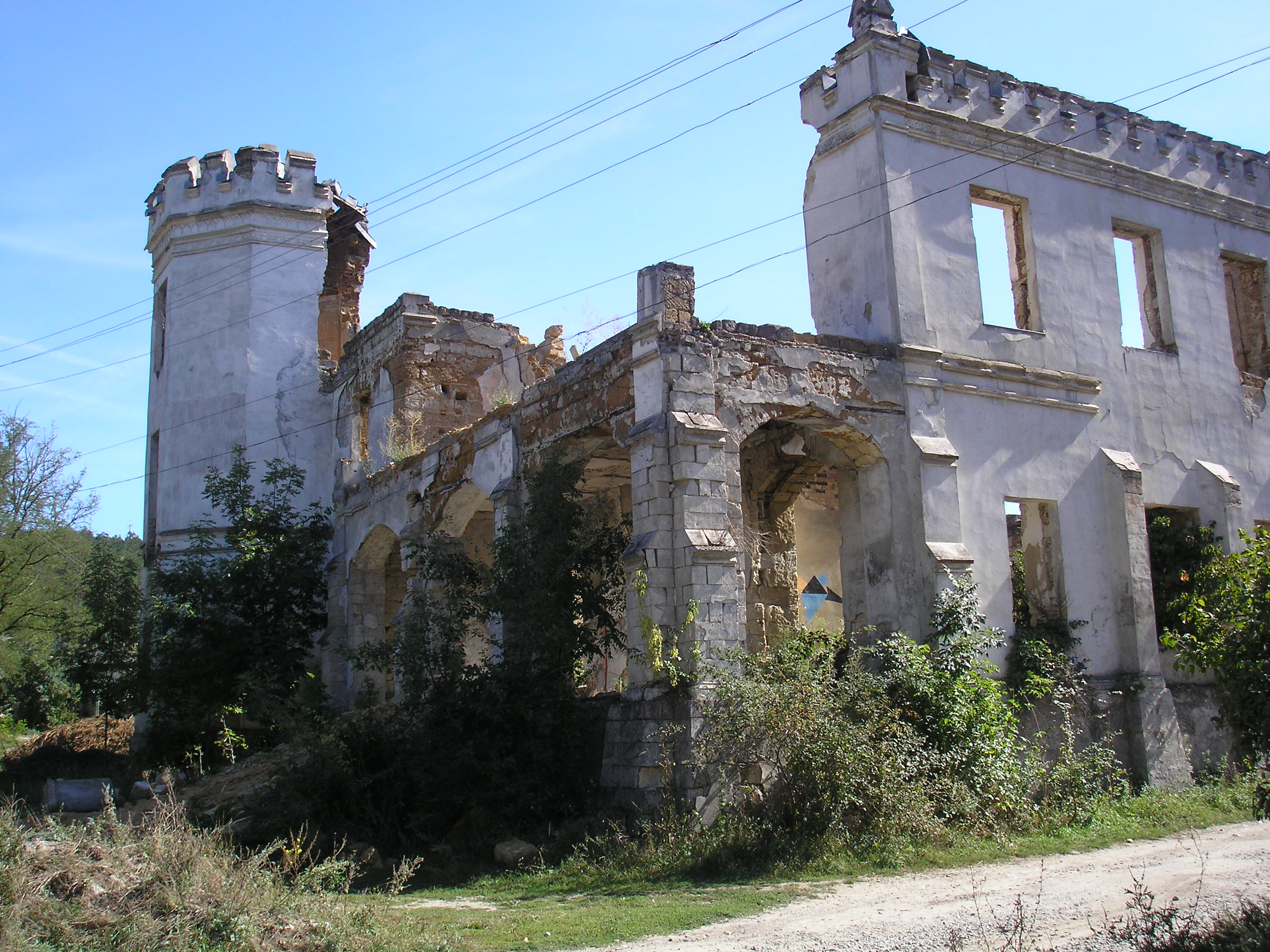
Genet-Burg heute
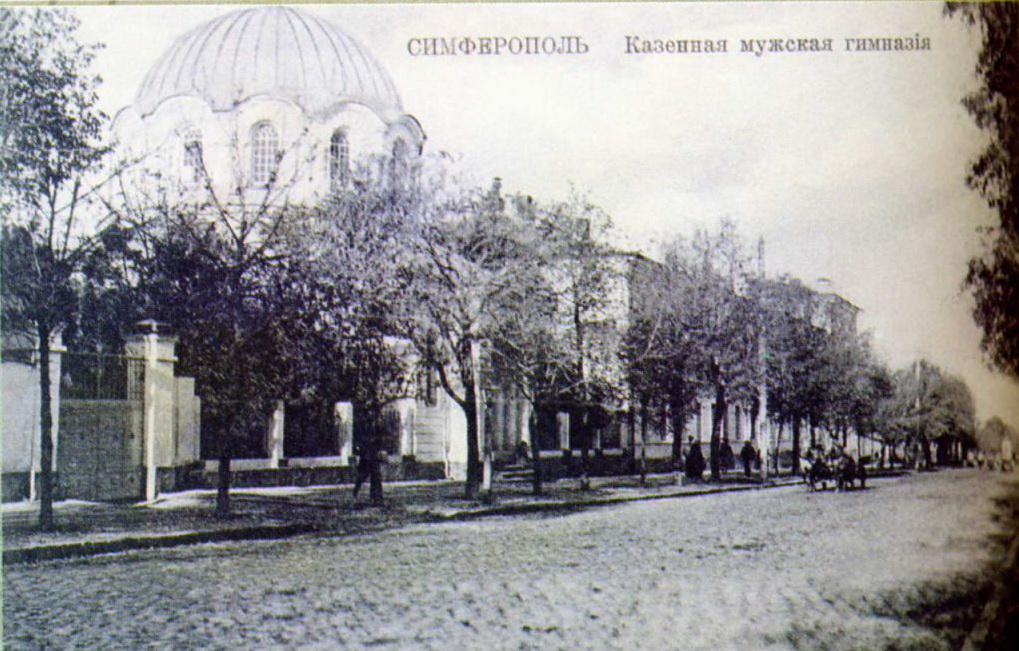
Kirche des staatlichen Jungengymnasiums Simferopol